# Nère (Cher)
Pour les articles homonymes, voir Nère.
La Nère est une rivière du Cher et un affluent de la Grande Sauldre, donc un sous-affluent de la Loire, par la Sauldre et le Cher.

## Géographie
La longueur de son cours d'eau est de 39,3 kilomètres.
Elle prend naissance à La Chapelotte et se jette dans la Grande Sauldre au niveau de la commune de Clémont.

## Communes traversées
- Cher : La Chapelotte, Villegenon, Aubigny-sur-Nère, Clémont.